# Dasyhelea quinquetaeniata
Dasyhelea quinquetaeniata är en tvåvingeart som beskrevs av Clastrier 1966. Dasyhelea quinquetaeniata ingår i släktet Dasyhelea och familjen svidknott.
Artens utbredningsområde är Kanarieöarna. Inga underarter finns listade i Catalogue of Life.